# Ahlhauser Hammer

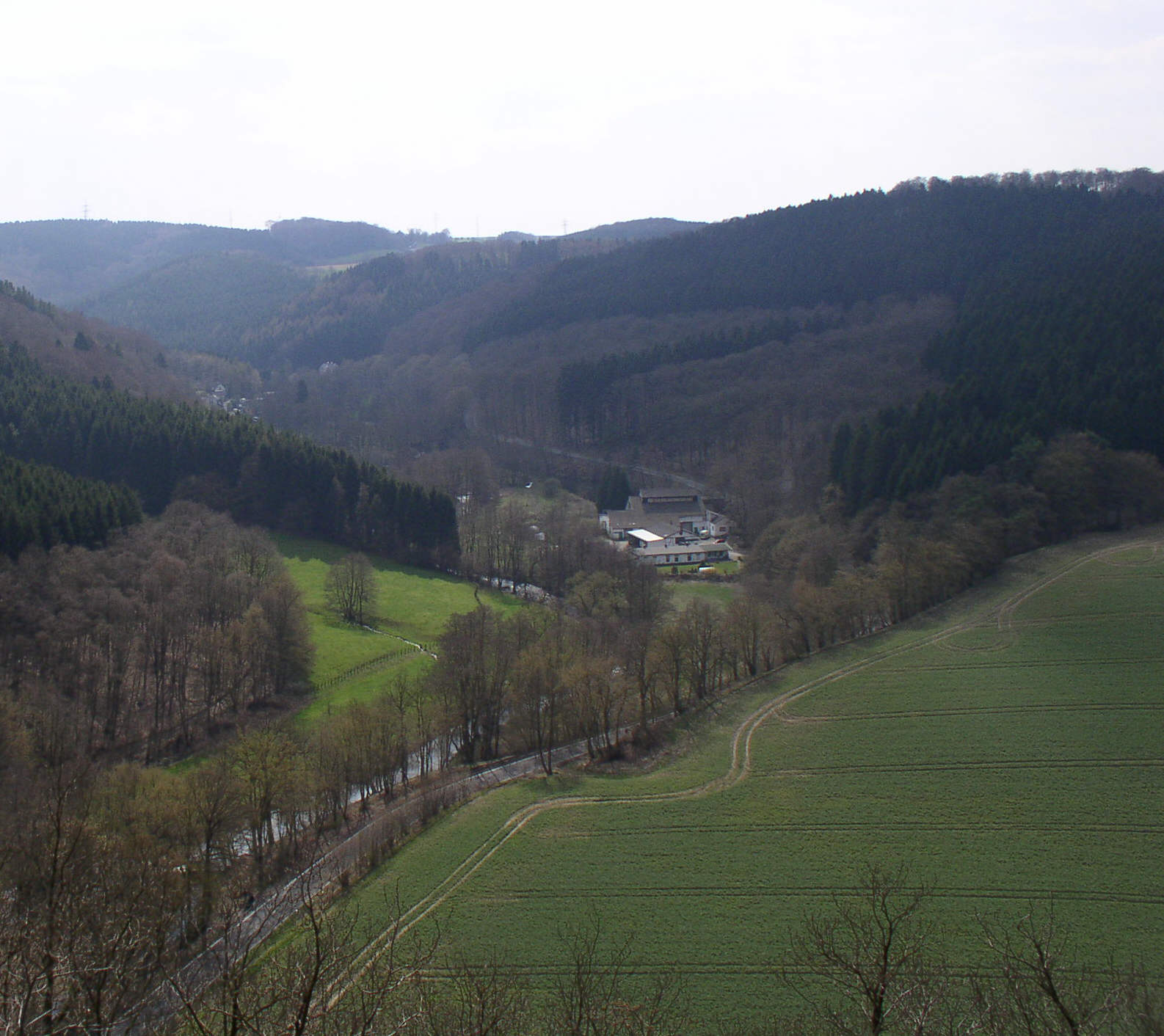
Der Ahlhauser Hammer an der Ennepe

Der Ahlhauser Hammer ist ein historisches, wassergetriebenes Hammerwerk an der Ennepe in der Stadt Ennepetal (Nordrhein-Westfalen). Es ist die älteste noch erhaltene Anlage dieser Art im Stadtgebiet.
Nach den ältesten Dokumenten der Ahlhauserhütte bestand der Ahlhauser Hammer schon 1592 und gehörte dem Junker von Bönen. Das Hammerwerk wurde 1634 von den Brüdern Ahlhaus übernommen und 1685 von dem aus Remscheid stammenden Clemens Bertram zu einem Rohstahlhammer umgebaut. Die Wasserkraft trieb den Fallhammer und das Gebläse für das Schmiedefeuer an. Die Holzkohle wurde vor Ort in den bewaldeten Hängen des Ennepetals in Kohlenmeilern gewonnen; dort wurde in mehreren Bergwerken bis zum Beginn des 20. Jahrhunderts auch Eisenerz abgebaut.
Besitzer und Pächter des Hammerwerks wechselten im Laufe der Zeit häufig, 1872 lagen die Hämmer ein Jahrzehnt still und wurden anschließend zu Pflugscharhämmern umgebaut.
Nahe dem Hammerwerk liegt das vor 1592 erbaute Gut Ahlhausen.